# 崔勝鎬
崔 勝鏑（チェ・スンホ、최승호、1954年9月1日 - ） は韓国の詩人。江原道春川市生まれ。
1977年、『現代詩学』に「ヴィバルディ」などが推薦されて文壇デビューした。彼は都市と文明の危機を通して、資本主義文明に対する批判的認識を示すことに努めながら、デビュー以降30年以上にわたって着々と独創的な領域を築いてきた。

## 略歴
崔勝鏑の詩の世界は、1980年代という重苦しい時代の中で現実に対して敏感に反応していた初期と、『壊痘の夜』 (1993)以降の、人聞の内面に関心を寄せていた時期、そして『グロテスク』 (1999)の頃に始まった、過去の三つの時期を合わせ持った時期に分けられる。2000年代半ばからは詩集の発刊に努め、最新作『アメーパ』(2011)では、彼がこれまで出してきた12冊の詩集をもとに、過去に書いた詩への反応としての新しい詩を創ることで、既存の発想、を自由に拡げ変奏する試みを行っている。この試みは、想像力を超えた宜感の力が新たに見出されるという評価を得た。
1986年に金沫暁文学賞、1990年に李箱文学賞、2000年に大山文学賞、2001年に現代文学賞、2003年に未堂文学賞など、韓国の重要な文学賞を受賞。
その作品性を認められてきた崔の詩は、世界の惨状をドライな語り口で綴る独特の文体で、疎通できないままに墜落し腐敗したこの時代を貫く言語的閃光として機能している。

## 年譜
- 1954年9月1日、江原道春川市に生まれる。[1]
- 1982年、第6回今日の作家賞受賞。
- 1986年、第5回金洙暎文学賞受賞。
- 1990年、第2回怡山文学賞受賞。
- 2000年、第8回大山文学賞受賞。
- 2002年、第47回現代文学賞受賞。
- 2003年、第3回未堂文学賞受賞。
- 2008年、第2回嘉川環境文学賞詩部門受賞。

## 代表作品
<詩集>
- 1983年、大雪注意報(대설주의보)
- 1985年、ハリネズミの村(고슴도치의 마을)
- 1987年、泥牛に乗って(진흙소를 타고)
- 1990年、世俗的な都市の楽しみ(세속도시의 즐거움)
- 1990年、回私の夜 (회저의 밤)
- 1990年、ホタル保護区域 (반딧불 보호구역)
- 1990年、雪だるま (눈사람)
- 1990年、余白 (여백)
- 1990年、グロテスク (그로테스크)
- 2000年、砂の人 (모래인간)
- 2003年、何もないのに、すべての私 (아무것도 아니면서 모든것인 나)
- 2010年、北極の顔が溶ける (북극 얼굴이 녹을때)
- 2011年、アメーバ (아메바)

<エッセイ集>
- ダルマの沈黙 (달마의 침묵)
- 詩人の愛 (시인의 사랑)